# 戴夫·拉弗里
大衛·B·拉弗里（英語：David B. Lavery，1959年5月28日—）是一名美國科學家和機器人專家，現任NASA總部太陽系探索計畫執行長。他也是FIRST執行顧問委員會的成員，並在FIRST機器人競賽的參賽者中以116隊的指導老師而知名。

## 早年生活和教育
拉弗里從小就對太空探索非常著迷。由於他的視力太差，無法成為太空人，因此他開始使用機器作為探索太陽系的代理。他就讀於維吉尼亞理工大學，並取得電腦科學學士學位。

## 職業生涯
拉弗里領導NASA的遠距機器人技術發展計畫，負責指導和監督組織內的機器人和行星探索工作。他和該計畫負責的項目包括火星旅居者號（這是他參與的第一個漫遊車），以及國家機器人工程聯盟。
拉弗里目前在華盛頓特區的NASA總部工作，擔任太陽系探索計畫的執行長。他負責監督並積極參與火星探測漫遊者的工作。值得一提的是，他在2012年監督了好奇號的任務。
拉弗里也是NASA機器人聯盟專案的專案經理，他與NASA科學家兼FIRST機器人隊參賽者馬克·萊昂共同擔任此職位。

## FIRST機器人
拉弗里在FIRST機器人競賽（FRC）中非常活躍，目前是FIRST的執行顧問委員會成員。他於1995年將FIRST推向NASA的注意，並負責NASA對競賽的廣泛參與。NASA現已贊助超過300支隊伍，並在其位於美國的每個研究中心舉辦比賽。他是赫恩敦高中的FRC Team 116（Epsilon Delta (εΔ) 「小改變帶來大不同」）的指導老師。他也是FRC遊戲設計委員會的成員，直到2011年1月。
拉弗里也以為FIRST機器人競賽製作原創遊戲動畫而知名。該競賽的戴夫·拉弗里動畫傑出成就獎（Dave Lavery Animation Award for Excellence in Animation）就是為了紀念他而命名的。

## 外部連結
- Dave Lavery at NASA.gov